# ドゥブナ
ドゥブナ（デュブナ、ドブナ、Дубна, Dubna）は、ロシアのモスクワ州にある都市。人口は7万4183人（2021年）。モスクワ州の直接の管轄下にあり、ロシア政府から「科学都市」（naukograd）に指定されている。ロシア最大級の科学研究組織であるドゥブナ合同原子核研究所（JINR）の本拠となっている。またミサイルの製造開発に特化した航空・国防企業であるMKBラドゥガ社（ラドゥガ設計局の後身）の本社もある。20世紀半ばに街の建設が始まり、1956年に市となった。

## 地理
ドゥブナは海抜120mでヴォルガ川沿いにあり、市街地のすぐ上流にはヴォルガ川をせき止めた大きなダム湖・イヴァンコヴォ貯水湖と水力発電所がある。市の西の境界はヴォルガ川とモスクワを結ぶモスクワ運河となっており、東の境界はヴォルガ川の支流ドゥブナ川となっている。
ドゥブナは首都モスクワから北へ125kmの距離である。モスクワ州の最北端の街で、モスクワ州で唯一ヴォルガ川に面した街でもある。モスクワ（サヴョーロフスキー駅）へは急行列車、近郊電車、シャトルバスが走る。最寄りの町には、キームルィ（25km北東にある）、タルドム（25km東）、コナコヴォ（25km西）がある。

## 歴史

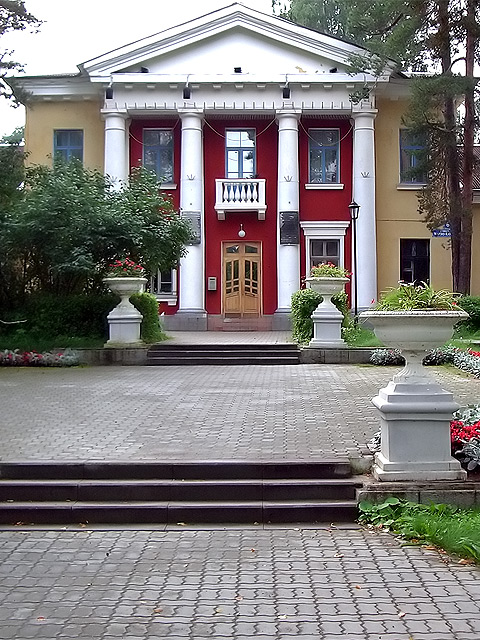
ドゥブナ合同原子核研究所本部

1946年、ソビエト連邦政府は原子力研究のために陽子加速器の建設を決定し、モスクワからの距離がありイヴァンコヴォ水力発電所も近くにある現在地が選ばれた。イーゴリ・クルチャトフが科学技術面を指揮し、都市建設およびモスクワへの道路・鉄道建設を含む計画の総監督は内務人民委員部長官ラヴレンチー・ベリヤが行い、グラグに収容された政治犯らも使って建設が進んだ。計画決定からわずか3年後の1949年12月13日、加速器は稼動した。
ドゥブナの町は1956年設立された。これは最初の研究所をもとに、ソ連と東側諸国が合同でドゥブナ合同原子核研究所（JINR）を設立したのと同時期だった。JINRは主に素粒子物理学研究、重イオン研究、超ウラン元素研究、放射生物学、高エネルギー物理学研究などを行い優れた業績を上げた。1960年にはヴォルガ川の反対側（左岸）に位置するイヴァンコヴォの町がドゥブナに併合された。
20世紀を代表する多くの実験物理学者や素粒子物理学者、例えばニコライ・ボゴリューボフ、ゲオルギー・フリョーロフ、ウラジーミル・ヴェクスラー、ニュートリノ物理学の開拓者ブルーノ・ポンテコルヴォらがJINRで研究した。また超ウラン元素も数多くJINRで発見された。第105元素ドブニウムはこの研究所の位置するドゥブナの町の名から採られている。1964年には第12回高エネルギー物理学国際会議（ICHEP）の会場となった。

## 経済
ソビエト連邦の崩壊前、ドゥブナ市民の多くはドゥブナ合同原子核研究所またはラドゥガ設計局で働いていた。しかしソ連崩壊後はこれらの研究機関・企業の雇用に占める割合は目立って落ちている。小さな企業がいくつか誕生したが、なおも雇用情勢は厳しく、モスクワへ通勤する者もいる。一方、ロシアの新興財閥システマを中心に政府や民間などが投資し、ロシア版シリコンバレーをドゥブナに作る構想もある。

## 姉妹都市
- ラクロス、アメリカ合衆国
- en:Giv'at Shmuel、イスラエル
- en:Alushta、ウクライナ
- en:Gołdap、ポーランド
- クルチャトフ、カザフスタン
- 臨滄市、中国